# Echinopsis lageniformis
Echinopsis lageniformis är en kaktusväxtart som först beskrevs av C.F. Först., och fick sitt nu gällande namn av H. Friedrich och Gordon Douglas Rowley. Echinopsis lageniformis ingår i släktet Echinopsis och familjen kaktusväxter. Inga underarter finns listade i Catalogue of Life.

## Bildgalleri

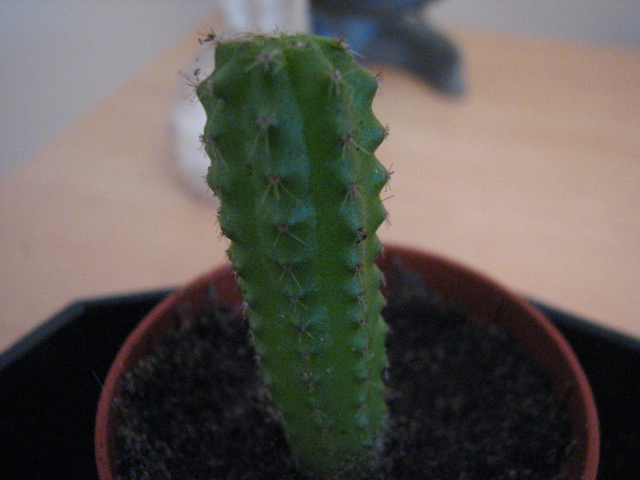
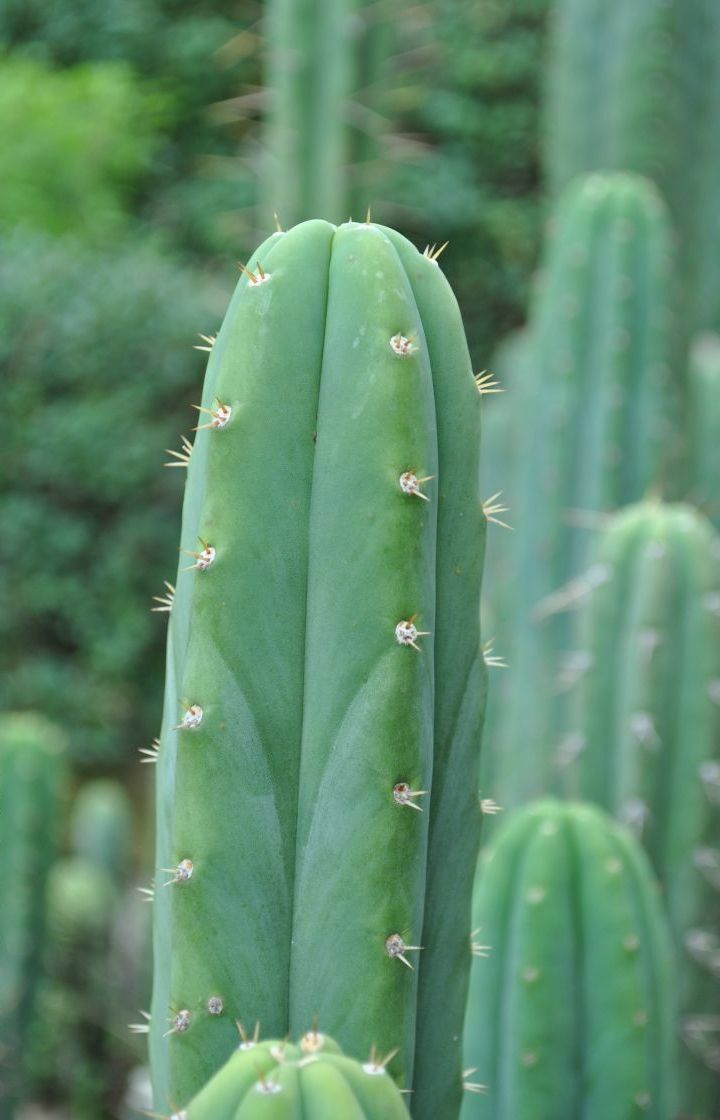
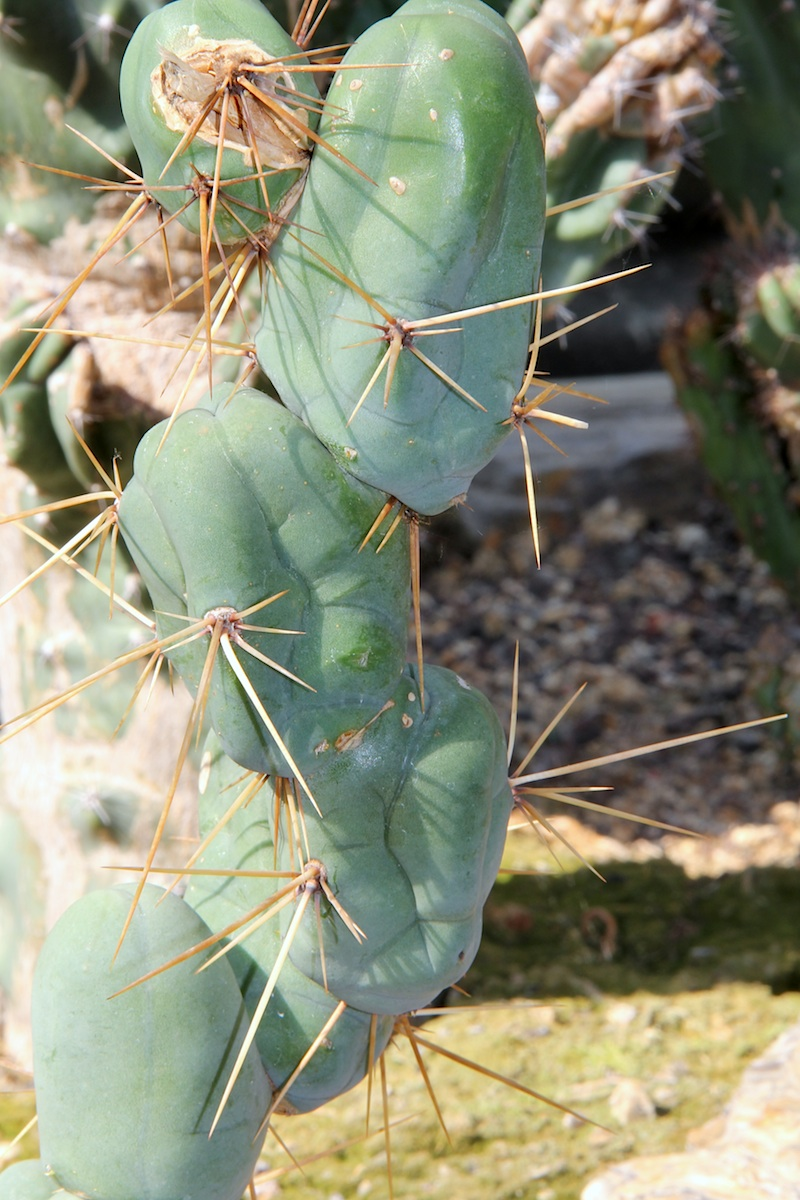
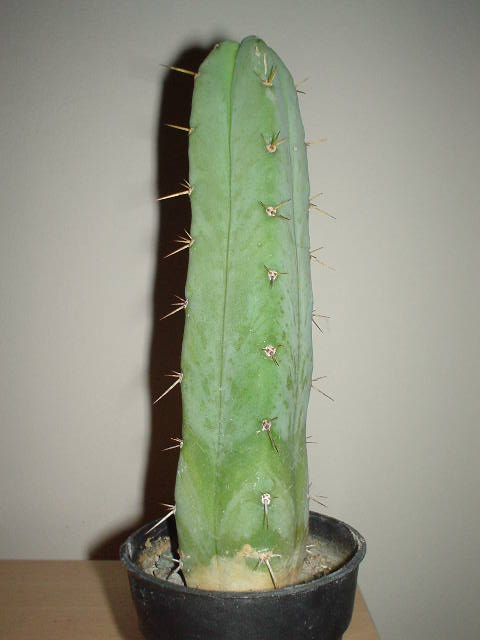
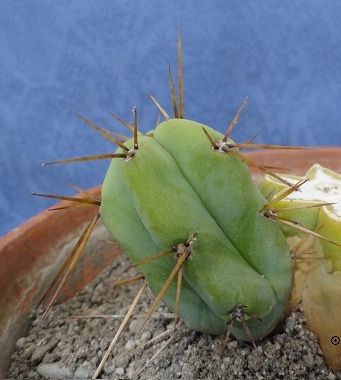
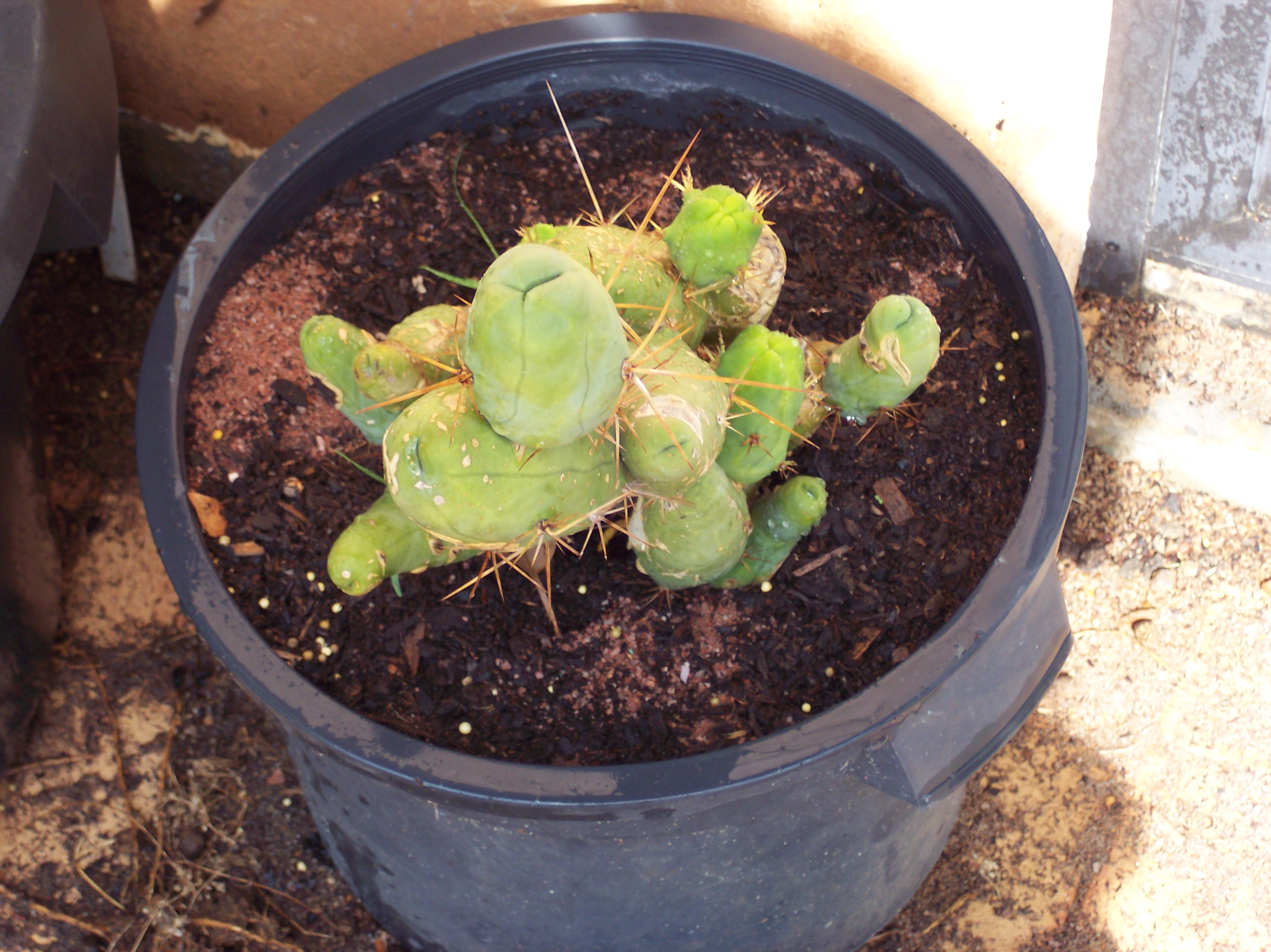